# No Jive
Albums de Nazareth
Snakes’N’Ladders
(1989) Move Me
(1994)
No Jive dix-huitième album studio du groupe écossais Nazareth, et le premier album sans son guitariste présent depuis le début de l'aventure, Manny Charlton, parti entamer une carrière solo.
Billy Rankin revient donc au sein du groupe pour grater les nouveaux riffs du combo écossais.

## No Jive
1. Hire And Fire (Pete Agnew/Dan McCafferty/Billy Rankin) [5 min 11 s]
2. Do You Wanna Play House (Pete Agnew/Dan McCafferty/Darrell Sweet/Billy Rankin) [4 min 59 s]
3. Right Between The Eyes (Billy Rankin) [3 min 06 s]
4. Every Time It Rains (Pete Agnew/Dan McCafferty/Darrell Sweet/Billy Rankin) [4 min 11 s]
5. Keeping Our Love Alive (Pete Agnew/Dan McCafferty/Darrell Sweet/Billy Rankin) [3 min 12 s]
6. Thinkin' Man's Nightmare (Pete Agnew/Dan McCafferty/Darrell Sweet/Billy Rankin) [4 min 02 s]
7. Cover Your Heart (Billy Rankin) [4 min 28 s]
8. Lap Of Luxury (Pete Agnew/Dan McCafferty/Darrell Sweet/Billy Rankin) [3 min 55 s]
9. The Rowan Tree / Tell Me That You Love (Trad. Arr. Pete Agnew/Dan McCafferty/Darrell Sweet/Billy Rankin) [4 min 35 s]
10. Cry Wolf (Dan McCafferty/Billy Rankin) [4 min 13 s]
11. This Flight Tonight (Bonus) (nouvelle version) [3 min 36 s]
12. Tell Me That You Love Me (Bonus) (version single) [3 min 21 s]

## Musiciens
- Dan McCafferty (chant)
- Billy Rankin (guitares, chant)
- Pete Agnew (basse, chant)
- Darrell Sweet (batterie)

## Musiciens additionnels
- Peter Bizarre (claviers)
- Roland Peil (percussions)

## Crédits
- Produit par Nazareth
- Arrangements : Nazareth
- Enregistré et mixé par aux Cas Studios, St. Ingbert-Schuren (Allemagne, été 1991) par Ian Remmer, mixé par Mike Ging
- Enregistré au Comforts Place Studio (Lingfield, Surrey - Angleterre)
- Producteurs exécutifs : Micky Berresheim & Alfie Falckenbach
- Gravé par Ian Cooper au Townhouse Studio (Londres)
- Pochette (inspirée par une photo de 1939 du journal New York Daily News) : Nazareth (idée), Eric Philippe (design & dessins), Johnstone Syer (photos)